# Salpingogaster stigmatipennis
Salpingogaster stigmatipennis är en tvåvingeart som beskrevs av Hull 1940. Salpingogaster stigmatipennis ingår i släktet Salpingogaster och familjen blomflugor.
Artens utbredningsområde är Venezuela. Inga underarter finns listade i Catalogue of Life.